# Llista de zones arqueològiques des Mercadal
Llista de zones arqueològiques des Mercadal catalogades pel consell insular de Menorca com a Béns d'Interès Cultural en la categoria de zona arqueològica pel municipi des Mercadal. Alguns elements immobles prehistòrics poden tenir la categoria de monument. Vegeu també Llista de monuments des Mercadal.
| Monument                                                                       | Tipus                       | Ubicació                              | Codi?                | Imatge |
| ------------------------------------------------------------------------------ | --------------------------- | ------------------------------------- | -------------------- | ------ |
| Assentament de s'Albaida                                                       | Zona arqueològica           | Es Mercadal S'Albaida                 | ABA-01 RI-51-0003604 |        |
| Jaciment d'habitació de s'Albufera                                             | Zona arqueològica           | Es Mercadal S'Albufera                | ABF-02               |        |
| Hipogeus de s'Albufereta / sa Mola de Fornells                                 | Zona arqueològica           | Es Mercadal S'Albufereta              | ABT-01               |        |
| Jaciment d'habitació de s'Albufereta / cala Cabra Salada                       | Zona arqueològica           | Es Mercadal S'Albufereta              | ABT-02               |        |
| Restes de s'Albufereta                                                         | Zona arqueològica           | Es Mercadal S'Albufereta              | ABT-03               |        |
| Assentament de s'Albufereta                                                    | Zona arqueològica           | Es Mercadal S'Albufereta              | ABT-04               |        |
| Necròpolis d'Addaia / Coves d'en Salom                                         | Zona arqueològica           | Es Mercadal Addaia                    | ADD-01               |        |
| Jaciment d'habitació d'Addaia / es Pla                                         | Zona arqueològica           | Es Mercadal Addaia                    | ADD-03               |        |
| Cova d'Addaia / s'Avenc                                                        | Zona arqueològica           | Es Mercadal Addaia                    | ADD-04               |        |
| Peci del Port d'Addaia                                                         | Jaciment submarí            | Es Mercadal Addaia                    | ADD-05 RI-51-0003779 |        |
| Restes d'Alcotx / sa Talaia                                                    | Zona arqueològica           | Es Mercadal Alcotx                    | ALX-02               |        |
| Talaiot de Binial·làs / tanca de sa Font                                       | Zona arqueològica           | Es Mercadal Binial·làs                | BAS-01 RI-51-0003606 |        |
| Talaiot i restes de Binial·làs / ses Talaietes de Baix                         | Zona arqueològica           | Es Mercadal Binial·làs                | BAS-02               |        |
| Assentament de Binicreixent / tanca dels Cards                                 | Zona arqueològica           | Es Mercadal Binicreixent              | BCX-02               |        |
| Hipogeu de Binidonís / es Corbetar                                             | Zona arqueològica           | Es Mercadal Binidonís                 | BDI-01 RI-51-0003608 |        |
| Necròpolis de Binidonaire                                                      | Zona arqueològica           | Es Mercadal Binidonaire               | BDR-01               |        |
| Assentament de Binidonairet / es Forn de Calç                                  | Zona arqueològica           | Es Mercadal Binidonairet              | BDT-01 RI-51-0003607 |        |
| Restes de Binidonairet / ses Cases                                             | Zona arqueològica           | Es Mercadal Binidonairet              | BDT-02               |        |
| Jaciment d'habitació de Binidonairet                                           | Zona arqueològica           | Es Mercadal Binidonairet              | BDT-03               |        |
| Mina de Binifabini Vell / La Pepita                                            | Zona arqueològica           | Es Mercadal Binifabini Vell           | BFV-01               |        |
| Hipogeu de Biniguardó / s'Alzinar                                              | Zona arqueològica           | Es Mercadal Biniguardó                | BGO-01               |        |
| Balma de Biniguardó / es Canyar                                                | Zona arqueològica           | Es Mercadal Biniguardó                | BGO-02               |        |
| Assentament de Binialcalà / na Fiola                                           | Zona arqueològica           | Es Mercadal Binialcalà                | BLA-01               |        |
| Jaciment d'habitació de Binimel·là Nou / mitgera amb s'Alairó                  | Zona arqueològica           | Es Mercadal Binimel·là Nou            | BMN-01               |        |
| Necròpolis de Binimel·là Nou                                                   | Zona arqueològica           | Es Mercadal Binimel·là Nou            | BMN-02               |        |
| Jaciment d'habitació de Binimel·là Vell                                        | Zona arqueològica           | Es Mercadal Binimel·là Vell           | BMV-01               |        |
| Necròpolis de Binimel·là Vell / sa Platja                                      | Zona arqueològica           | Es Mercadal Binimel·là Vell           | BMV-02 RI-51-0003609 |        |
| Coves de Binimel·là Vell                                                       | Zona arqueològica           | Es Mercadal Binimel·là Vell           | BMV-03               |        |
| Restes de Binimel·là Vell                                                      | Zona arqueològica           | Es Mercadal Binimel·là Vell           | BMV-04               |        |
| Poblat i balmes de Cavalleria / es Pujol Antic                                 | Zona arqueològica           | Es Mercadal Cavalleria                | CAV-01 RI-51-0003610 |        |
| Necròpolis de Cavalleria / canaló de Cala Roja                                 | Zona arqueològica           | Es Mercadal Cavalleria                | CAV-02 RI-51-0003612 |        |
| Peci de Cavalleria                                                             | Jaciment submarí            | Es Mercadal Cavalleria                | CAV-03 RI-51-0003776 |        |
| Assentament de Cavalleria                                                      | Zona arqueològica           | Es Mercadal Cavalleria                | CAV-04               |        |
| Poblat de ses Coves Noves / tanca des Bitlo                                    | Zona arqueològica           | Es Mercadal Ses Coves Noves           | CON-01 RI-51-0003615 |        |
| Assentament de ses Coves Noves                                                 | Zona arqueològica           | Es Mercadal Ses Coves Noves           | CON-02               |        |
| Poblat de navetes de ses Coves Noves                                           | Zona arqueològica           | Es Mercadal Ses Coves Noves           | CON-03               |        |
| Cova de ses Coves Noves                                                        | Zona arqueològica           | Es Mercadal Ses Coves Noves           | CON-04               |        |
| Assentament de ses Costes / Coster de sa Mina                                  | Zona arqueològica           | Es Mercadal Ses Costes                | COS-01               |        |
| Necròpolis de ses Coves Velles / cova d'en Barçola                             | Zona arqueològica           | Es Mercadal Ses Coves Velles          | CVE-01 RI-51-0003614 |        |
| Jaciment funerari de l'Estància d'en Mora / campet de sa Creu                  | Zona arqueològica           | Es Mercadal Estància d'en Mora        | EMO-01 RI-51-0003624 |        |
| Assentament de Ferragut Nou / pujol dels Minyons                               | Zona arqueològica           | Es Mercadal Ferragut Nou              | FGN-01 RI-51-0003616 |        |
| Sepulcre megalític i hipogeu de Ferragut Nou / tanca de la Mar                 | Zona arqueològica           | Es Mercadal Ferragut Nou              | FGN-02               |        |
| Peci del Port de Fornells                                                      | Jaciment submarí            | Es Mercadal Fornells                  | FLL-01 RI-51-0003778 |        |
| Turó fortificat de Lanzell / es Caragol                                        | Zona arqueològica           | Es Mercadal L'Enzell                  | LAN-01               |        |
| Assentament de Lanzell / sa Muntanya                                           | Zona arqueològica           | Es Mercadal L'Enzell                  | LAN-02               |        |
| Jaciment d'habitació de Llinàritx Vell                                         | Zona arqueològica           | Es Mercadal Llinàritx Vell            | LLI-01               |        |
| Jaciment d'habitació de Llucatx / ses Graves                                   | Zona arqueològica           | Es Mercadal Llucatx                   | LUC-01 RI-51-0003619 |        |
| Restes de Llucatx / es Cementiri des Moros                                     | Zona arqueològica           | Es Mercadal Llucatx                   | LUC-02 RI-51-0003620 |        |
| Basílica paleocristiana des Molinet des Cap des Port                           | Zona arqueològica visitable | Es Mercadal Molinet des Cap des Port  | MOC-01 RI-51-0003621 |        |
| Jaciment d'habitació des Rafal des Frares / es Forn de calç de baix            | Zona arqueològica           | Es Mercadal Rafal dels Frares         | RFR-01               |        |
| Assentament del Rafal dels Frares / tanca de sa Senyora                        | Zona arqueològica           | Es Mercadal Rafal dels Frares         | RFR-02 RI-51-0003625 |        |
| Assentament de sa Roca / puig de s'Ermita                                      | Zona arqueològica           | Es Mercadal Sa Roca                   | ROC-01 RI-51-0003627 |        |
| Sala hipòstila i assentament de sa Roca / sa Fontsanta. S'Armador des Mosquits | Zona arqueològica           | Es Mercadal Sa Roca                   | ROC-02               |        |
| Talaiot de Rafal Roig / na Llarga Petita de Dalt                               | Zona arqueològica           | Es Mercadal Rafal Roig                | RRO-01 RI-51-0003626 |        |
| Assentament i hipogeu de Salairó / plana de sa Marineta                        | Zona arqueològica           | Es Mercadal S'Alairó                  | SAI-01 RI-51-0003602 |        |
| Assentament de Salairó / s'Embarcador                                          | Zona arqueològica           | Es Mercadal S'Alairó                  | SAI-02               |        |
| Jaciment d'habitació de Salairó / Dalt Pregondó                                | Zona arqueològica           | Es Mercadal S'Alairó                  | SAI-03               |        |
| Sitjot de Salairó                                                              | Zona arqueològica           | Es Mercadal S'Alairó                  | SAI-02               |        |
| Assentament de ses Salines Noves / punta des Carregador                        | Zona arqueològica           | Es Mercadal Ses Salines Noves         | SAN-01 RI-51-0003613 |        |
| Assentament de Santa Creu / es Pujol                                           | Zona arqueològica           | Es Mercadal Santa Creu                | SCR-01 RI-51-0003628 |        |
| Jaciment d'habitació de Sant Carles del Toro                                   | Zona arqueològica           | Es Mercadal Sant Carles del Toro      | SCT-01               |        |
| Jaciment d'habitació de Serra                                                  | Zona arqueològica           | Es Mercadal Serra                     | SER-01               |        |
| Jaciment d'habitació de Serra                                                  | Zona arqueològica           | Es Mercadal Serra                     | SER-02               |        |
| Poblat de navetes de Sant Jordi / ses Cases                                    | Zona arqueològica           | Es Mercadal Sant Jordi des Martinells | SJO-01 RI-51-0003631 |        |
| Restes de Sant Joan de Serra / Es Pujol de ses Cases                           | Zona arqueològica           | Es Mercadal Sant Joan de Serra        | SJS-01               |        |
| Restes de Sant Joan de Serra / pleta de sa Barraca                             | Zona arqueològica           | Es Mercadal Sant Joan de Serra        | SJS-02               |        |
| Assentament de Sant Nicolau del Toro                                           | Zona arqueològica           | Es Mercadal Sant Nicolau del Toro     | SNI-01 RI-51-0003623 |        |
| Assentament de Sant Nicolau del Toro                                           | Zona arqueològica           | Es Mercadal Sant Nicolau del Toro     | SNI-02               |        |
| Assentament de Son Rubí / na Papa des Pins                                     | Zona arqueològica           | Es Mercadal Son Rubí                  | SRU-01 RI-51-0003632 |        |
| Talaiot de Son Saura de s'Olla                                                 | Zona arqueològica           | Es Mercadal Son Saura de s'Olla       | SSU-01               |        |
| Talaiot 2 de Son Saura de s'Olla                                               | Zona arqueològica           | Es Mercadal Son Saura de s'Olla       | SSU-02               |        |
| Jaciment d'habitació de Son Saura de s'Olla / Camp de Golf                     | Zona arqueològica           | Es Mercadal Son Saura de s'Olla       | SSU-03               |        |
| Assentament del Port de Sanitja                                                | Zona arqueològica visitable | Es Mercadal Santa Teresa              | STE-01 RI-55-0000746 |        |
| Assentament i necròpolis de Santa Teresa / ses Vilotes de Sanitja              | Zona arqueològica           | Es Mercadal Santa Teresa              | STE-02 RI-55-0000746 |        |
| Navetes d'habitació de Santa Teresa / cala Roja                                | Zona arqueològica           | Es Mercadal Santa Teresa              | STE-03               |        |
| Jaciment d'habitació de Santa Teresa / Illa dels Porros                        | Zona arqueològica           | Es Mercadal Santa Teresa              | STE-04               |        |
| Jaciment d'habitació de Santa Teresa / Punta d'en Falet                        | Zona arqueològica           | Es Mercadal Santa Teresa              | STE-05               |        |
| Necròpolis de Santa Teresa / cala Torta                                        | Zona arqueològica           | Es Mercadal Santa Teresa              | STE-06               |        |
| Peci de l'illot dels Porros                                                    | Jaciment submarí            | Es Mercadal Santa Teresa              | STE-07 RI-51-0003777 |        |
| Assentament de Santa Teresa / Mitgera amb Cavalleria                           | Zona arqueològica           | Es Mercadal Santa Teresa              | STE-08               |        |
| Navetes d'habitació de Son Tema                                                | Zona arqueològica           | Es Mercadal Son Tema                  | STM-01 RI-51-0003633 |        |
| Assentament de Son Tema / es Morro de na Joana                                 | Zona arqueològica           | Es Mercadal Son Tema                  | STM-02 RI-51-0003634 |        |
| Poblat de navetes de Son Tema / els Costers                                    | Zona arqueològica           | Es Mercadal Son Tema                  | STM-03               |        |
| Restes de Son Temet                                                            | Zona arqueològica           | Es Mercadal Son Temet                 | STT-01 RI-51-0003635 |        |
| Assentament de Sant Vicenç / s'Armador de s'Antigot. Marina Nova               | Zona arqueològica           | Es Mercadal Sant Vicenç               | SVI-01 RI-51-0003630 |        |
| Coves de Tirant Nou / coves d'en Servera                                       | Zona arqueològica           | Es Mercadal Tirant Nou                | TIN-01 RI-51-0003636 |        |
| Poblat de Tirant Nou / els Antigots                                            | Zona arqueològica           | Es Mercadal Tirant Nou                | TIN-02               |        |
| Assentament de Tirant Nou                                                      | Zona arqueològica           | Es Mercadal Tirant Nou                | TIN-03               |        |
| Assentament de Tirant Vell                                                     | Zona arqueològica           | Es Mercadal Tirant Vell               | TIV-01               |        |